# Safari (navegador)
Safari es un navegador web de código cerrado desarrollado por Apple Inc. Está disponible para macOS, iPadOS e iOS, y de 2007 a 2012, estuvo disponible para Windows.

## Historia
Antes del lanzamiento de Safari, Apple incluía el navegador Internet Explorer para Mac de Microsoft a sus ordenadores como navegador predeterminado.
La primera versión beta de Safari fue presentada en la exposición Macworld el 7 de enero de 2003 y fue liberada en forma de beta pública. Su versión 1.0 se lanzó en junio de 2003. La versión 1.1 se publicó en octubre del mismo año y se convirtió en la primera versión de Safari en ser el navegador predeterminado para Mac OS X.
La versión 2.0 hizo su aparición el 30 de abril de 2005 formando parte de Mac OS X v10.4. El 31 de octubre de 2005, en una actualización de Tiger, liberada la versión 2.0.2, convirtiendo a Safari en el primer navegador que pasaba el test Acid2.
El 9 de enero de 2007, Steve Jobs anunció que el teléfono inteligente de Apple Inc. (iPhone) usaría Safari para la exploración de sitios web. 
Para el  11 de junio de 2007 Safari 3 fue anunciado y una beta pública fue puesta a disposición de los usuarios. En esta ocasión Steve Jobs anunció que, sobre la base de la experiencia adquirida en iTunes para PC, podrían sacar una versión de Safari para Microsoft Windows. Con el lanzamiento de Mac OS X v10.5 el 26 de octubre de 2007, fue incluida la primera versión estable de Safari 3.
El 24 de febrero de 2009 se lanzó una beta de la versión 4 del navegador con una interfaz rediseñada, y utilizando su nuevo motor JavaScript Nitro, que en pruebas sintéticas supera al rendimiento de Google Chrome y Firefox 35 beta. Finalmente, el 8 de junio del mismo año, y anunciado en el WWDC Keynote, se introdujo la versión final del Safari 4. En la versión para Windows se eliminó la pequeña interfaz de media lectura actualizada por Mac Os Catalina Aqua del navegador, que le daba un aspecto de usabilidad similar al Mac OS X, quedando un aspecto más parecido al nativo de Windows. Esto no gustó mucho a los usuarios muchos de los cuales cambiaron a la competencia.
En enero de 2010, Microsoft negocia con Apple para que Bing sea el buscador que por defecto en su navegador Safari, tanto en su versión para Mac OS X como para el iPhone y el iPod touch. Sin embargo, hoy en día, el buscador predeterminado es Google.

## Características

### Características internas
Está escrito sobre el framework WebKit, que incluye a WebCore, el motor de renderizado, y JavaScriptCore, el intérprete de JavaScript. Por su parte, WebKit (el motor de renderizado del navegador) está basado en el motor KHTML, creado por el proyecto KDE para su navegador Konqueror. Como resultado de esto, el motor interno de Safari es software libre y es liberado bajo los términos de la licencia LGPL. Las mejoras al código de HTML por parte de Apple son incorporadas al código de KDE rápidamente.[cita requerida]

## Versión para Windows
Con el lanzamiento de Safari 3 se habilitó una versión para Microsoft Windows la cual ha estado siendo actualizada con las nuevas versiones del navegador.
Con el lanzamiento del panel de control de iCloud para Windows, la función de Safari en las computadoras de Apple, también fue incluida en la versión de Microsoft.
En el 2012 Apple lanza la versión 6.0 de Safari solo para MacOS, dejando fuera a la versión de Windows (última versión con soporte es la 5.1.7).